# Théâtre Capitole (Quebec)
El Théâtre Capitole és una sala d'espectacles situada en el districte històric del Vell Quebec, a la plaça de Youville.
De 1903 a 1930 s'anomenava Auditorium. El 1930 va ser transformat en sala de cinema «Le Capitole» que va tancar el 1983.
Va ser declarat monument històric el 1984. Construït a partir dels plans de l'arquitecte nord-americà Walter S. Painter el 1903, per encarrec del batlle de Québec S.-N. Parent. Va ser renovat el 1927 per Thomas W. Lamb, el teatre, després d'un declivi esdevingut els anys 70 del segle passat, fou completament restaurat el 1992.